# Coccophagus scutellaris
Coccophagus scutellaris är en stekelart som först beskrevs av Johan Wilhelm Dalman 1825.  Coccophagus scutellaris ingår i släktet Coccophagus och familjen växtlussteklar. Arten är reproducerande i Sverige. Inga underarter finns listade i Catalogue of Life.